# 斷頭台

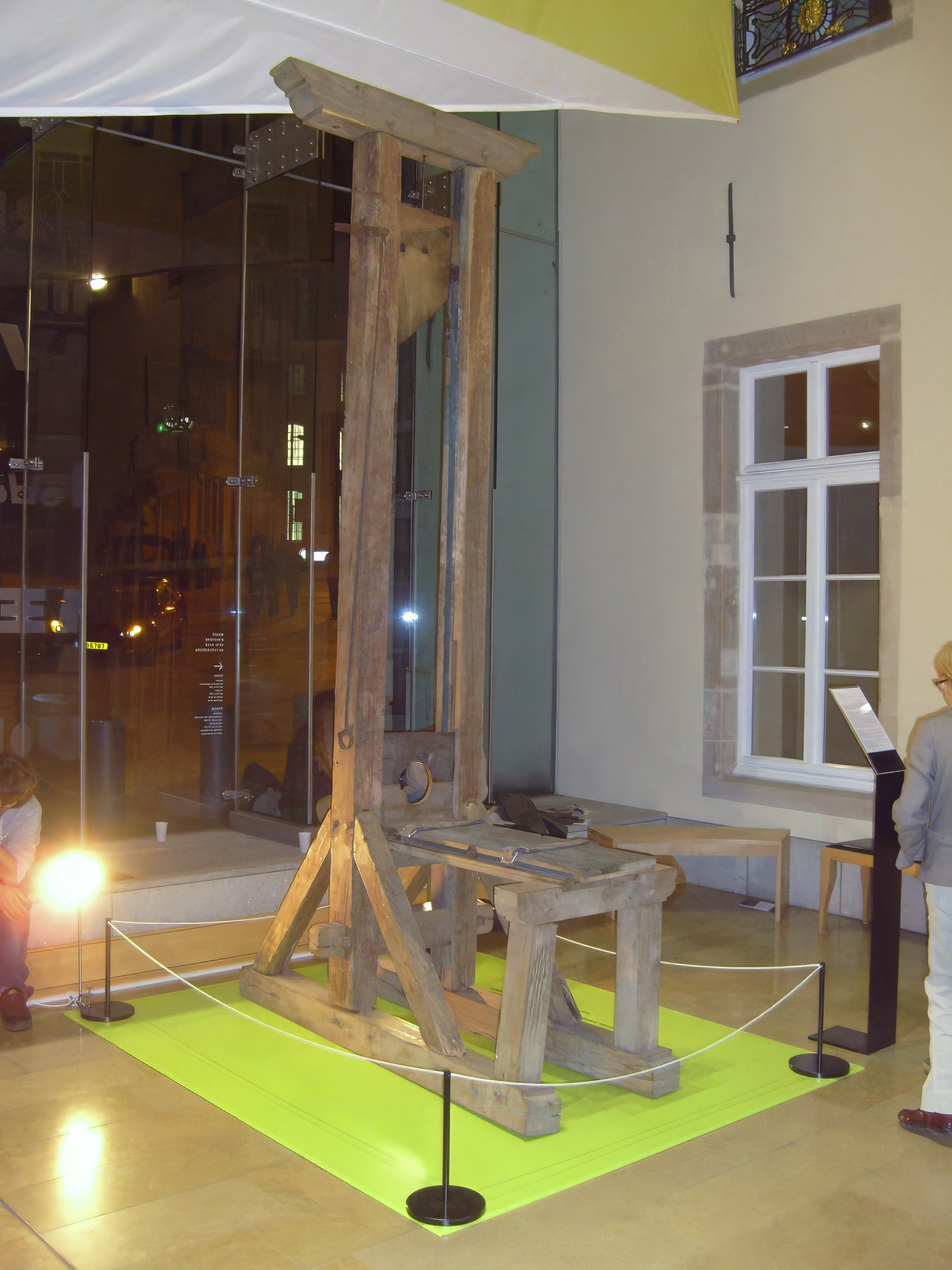
盧森堡斷頭台

斷頭台（法語：Guillotine）是一種執行死刑的器具，用以將犯人的頭斬去。斷頭台由一個高的直立架和一塊刀片組成，而刀片則用繩索懸掛在頂部，當執行死刑時，刀片垂直墜落，頭從身體截斷。其起源於法國並且為該國主要行刑方式，於法國大革命期間達到高峰，並一直被沿用至1981年法國廢除死刑為止；該刑具亦隨著法國革命戰爭及拿破崙帝國傳播至其他西歐國家。

## 設計
以下資料是根據法國的標準。
斷頭台的鍘刀呈梯形，刀刃斜向，重約40公斤；其木製支架高4公尺（也有高4.5公尺的），支柱間距37釐米，斷頭台總重約600公斤。斷頭台設有木枷以固定犯人的頭部；刀片與地面底槽的落差約2.25公尺，垂落的速度可達約每秒7公尺，能快速有效地斬斷犯人的頸項。

## 行刑
死刑犯会在清晨6点被五花大绑，押出囚室，吃早餐。7—9点，死刑犯被捆绑在囚车上游街示众。9点—11点50分，死刑犯被送上断头台，一般会被捆绑在柱子上或者跪在断头台上，等待斩首示众。11点50分时，牧师为死刑犯做祷告，让死刑犯忏悔。12点时，死刑犯被斩首，头颅会被示众，死刑犯的遗体不会被松绑，与头颅一起被埋葬在公墓之中。

## 歷史

### 早期
最早的斷頭台至少可追溯至14世纪。愛爾蘭曾於1307年以機器砍去一名犯人的頭顱。在此之前，英國、德國及意大利都有使用類似機器的文字记錄，但其確切性無從稽考。
英格蘭的哈利法克斯曾長年設立一座斷頭台，直至1648年以後停用。另外蘇格蘭自1564年起亦有類似的器材。
上述的斷頭台都是用來替代斧頭的，所以它們的切割器呈斧狀。

### 法國大革命

法國國王路易十六的死刑

1789年，法國大革命開始，國會開始研究新的刑法。當時其中一位本職是醫生的議員约瑟夫-伊尼亚斯·吉约丹提出六點有關建議，當中包括死刑應以快速及人道的方式執行，而且所有受刑人之處刑方式應一視同仁以提倡平等；其認為犯人的頭顱在被切離身體後很快便失去知覺，故大力提倡斬首，但其公開觀點後旋即引來大量被質疑以致爭議，更令其飽受議員們及報社的嘲諷，最終導致其於法國政壇上一蹶不振、金盆洗手 。吉约丹醫生在1814年因肩膀傷口惡化為壞疽病逝，非如傳說中的死在源於其姓氏的斷頭台。他的後人更改了自己的姓氏，以免和斷頭台扯上關係。
1791年，法國國會通過以斬首作為唯一合法的死刑執行方式。
1792年，由吉约丹醫生與一位法國劊子手夏爾·亨利·桑松（桑松四世，他於法國大革命中執行了路易十六的死刑）一同合作，又透過一位德國工匠托皮亞斯·施密特動手製造了一台原型機，從此新型斷頭台便正式面世，並以他的姓氏命名。這種斷頭台參考的是劍的設計。它的刀刃本是與地面平行的，但是在測試中發現有實用上的困難，例如因為受到實體橫切面的阻力而無法順利截斷實體，或者因為阻力而產生刃部翻捲或缺口，因此設計者又從大鐮刀的形狀與功能還有成效而得到靈感，而在正式使用前改成斜刃。
一個作者不明的故事宣稱提議用斜刃替代平刃的是具有鎖匠技能的法國國王路易十六，現在大多認為為虛構傳聞。當時有一位法國醫生安托万·路易也有份參與建造斷頭台，後者對於死亡的方式很有研究，有些人認為他才是提出斜向刀刃設計的人。同年4月，斷頭台進行了第一次處決，受刑者是一名強盜。
1793年1月，法王路易十六被送上斷頭台處死，同年10月他的王后玛丽·安托瓦内特也被斷頭台處決；至1794年為止三年內，斷頭台斬首「反革命份子」（當中有法蘭西第一共和國公安委員會的異見人士）保守估算超過60,000人。
斷頭台在1870年再次被改良。主要的改動在刀刃方面，用意是減少刀刃衝力所造成的損耗。

### 後期
1939年6月，一名犯下六宗謀殺案的犯人歐根訥·魏特曼（Eugene Weidmann） 被斷頭台處決後，法國政府認為群眾反應過於強烈，於是禁止公開行刑，改為於巴黎一所監獄中進行。魏特曼的受刑情況曾被拍成紀錄片段，直至現在仍於互聯網上流通。
1977年9月，哈米达·詹杜比成為全法最後一個被斷頭台處決的犯人。密特朗於1981年當選為法國總統後全面廢除了死刑。此前法國的死刑都以斷頭臺執行，除了某些危害國家安全罪的死刑，才以槍決執行。
在2015年11月巴黎襲擊事件發生後，極右派政治家讓-馬里·勒龐要求重新啟用斷頭台用來處決恐怖份子。

## 法國以外
斷頭臺於德國被稱為Fallbeil、Fallschwertmaschine或Köpfmaschine，於拿破崙統治德意志地區時傳入，引入後其設計亦與法國有別，包括金屬外框和更重的鍘刀；其直至納粹德國時期仍有使用，主要用作處決被判死刑的普通本國罪犯。若處決政治犯則多用毒氣、絞刑或槍斃，例外者為以蕭爾兄妹為首的地下反抗組織「白玫瑰」成員，1943年2月22日受審後數小時被以斷頭台處決。納粹時期共有16,500人被斷頭台處決，其中10,000人是在政權最後兩年被處決。
在瑞典，斬首於1866年成為死刑的唯一方式，但仍以傳統方式由劊子手以斧頭斬首，至1903年終引入斷頭臺，但僅於1910年使用過唯一一次（同時亦是瑞典歷史上最後一次執行死刑），往後10年瑞典均再無執行過死刑，直至1921立法廢死。
比利時1798年至1856年間共使用斷頭台19次，多數於當時首都安特衛普行刑。
斷頭台於越南共和國都有被採用。其中一個在胡志明市戰爭遺跡博物館展出。

## 外部連結
- The Guillotine Headquarters （页面存档备份，存于）
- Bois de justice （页面存档备份，存于） 斷頭臺的歷史和建造細節，內有真實照片（英語）
- Fabricius, Jørn. .   [2018-11-29]. （原始内容存档于2008-05-02）.
- Does the head remain briefly conscious after decapitation (revisited)? （页面存档备份，存于）（The Straight Dope）
- The Guillotine Headquarters